# Giorgio Hülss

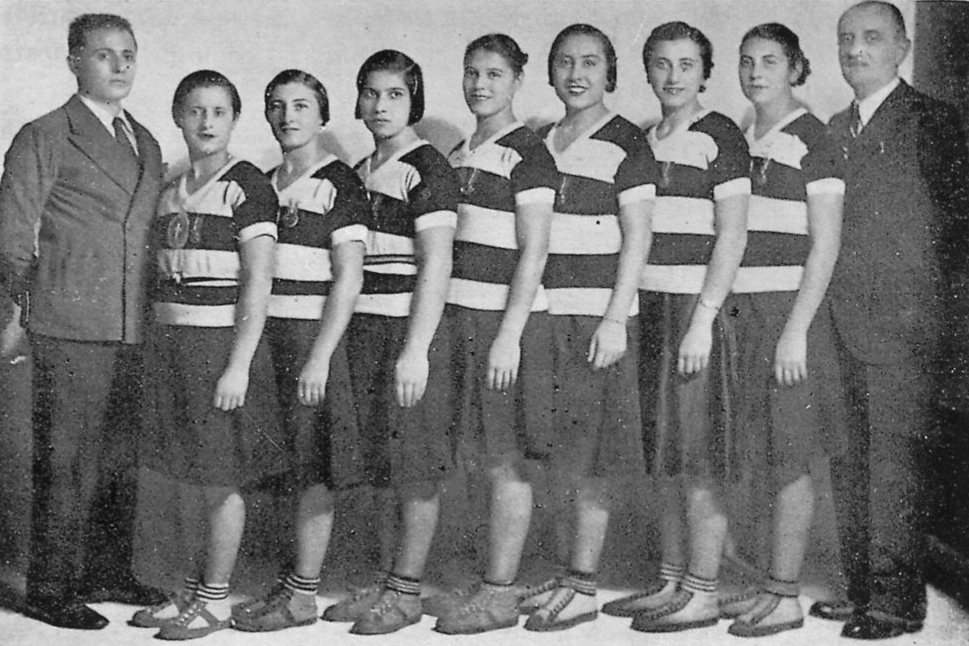
Giorgio Hülss Presidente della sezione pallacanestero della Canottieri Milano, primo a destra con le ragazze campioni d'Italia 1934.

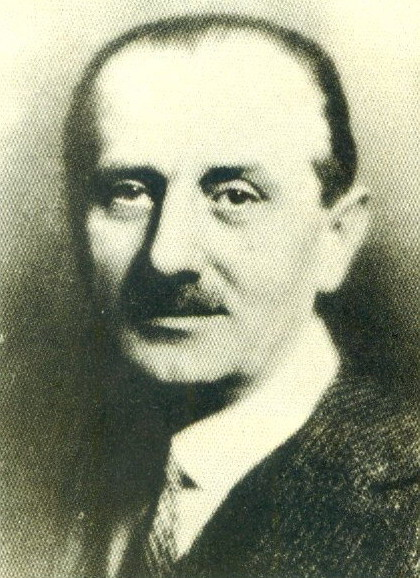
Giorgio Hülls nella stagione 1919-1920.

Giorgio Hülss (fl. XX secolo) è stato un imprenditore e dirigente sportivo italiano, noto per essere stato il settimo presidente dell'Inter.

## Biografia
Fu presidente nella sola stagione 1919-1920, nella quale vinse lo scudetto. Al termine dell'annata fu avvicendato dal vicepresidente e presidente della Commissione Tecnica Francesco Mauro.
Rimase per diversi anni nel consiglio direttivo dell'Inter anche quando dopo la fusione forzata con la U.S. Milanese la società cambiò nome in Ambrosiana.
Entrò in seguito nel consiglio direttivo della Canottieri Milano dove rivestì la carica di presidente della sezione pallacanestro.